# Deutsche Gesellschaft für Erbrechtskunde

LOGO DGE

Die Deutsche Gesellschaft für Erbrechtskunde e. V. (DGE) ist eine Vereinigung von rund 250 Rechtsanwälten, Notaren, Steuerberatern und Wirtschaftsprüfern im Bereich des Erb-, Erbschaftsteuer- und Schenkungsteuerrechts. Sie befasst sich mit der Fortbildung der rechts- und steuerberatenden Berufsträger in den genannten Rechtsgebieten. Die DGE unterstützt erbrechtliche und erbschaftsteuerliche Aktivitäten ihrer Mitglieder.

## Gründung
Die Gesellschaft wurde im Mai 1989 in der Erkenntnis gegründet, dass in Deutschland nur wenige Bürger nach ihrem Tode ein juristisch einwandfreies Testament hinterlassen. Nach statistischen Berechnungen von Banken und Versicherungen waren in den 1990er Jahren rund 1,7 Mio. Erbfälle im Gesamtwert von rund zwei bis drei Billionen Euro abzuwickeln. Präsident ist RA Peter E. Ouart.

## Ziele
Die DGE hat sich zum Ziel gesetzt, die Bürger über die Vorschriften des Erbrechts, Erbschaftsteuer- und Schenkungsteuerrechts zu informieren und die Unternehmer zur rechtzeitigen Planung der Unternehmensnachfolge anzuhalten.
Ihren Mitgliedern bietet die DGE Weiterbildung auf dem Gebiet des Erbrechts  durch Fachtagungen und Seminare zu erbrechtlichen und erbschaftsteuerrechtlichen Themen an. Durch die Einbindung ausländischer Mitglieder soll den  internationalen Anforderungen Rechnung getragen werden.
Schließlich begleitet die DGE rechtspolitische Entwicklungen und versucht, auf interessensgerechte Regelungen hinzuwirken.

## Mitgliedschaft
Alle Mitglieder werden online gelistet und erhalten die Fachzeitschrift „Erbrecht effektiv“, vergünstigt. Jährlich finden Mitgliederversammlungen statt.
Die  Fort- und Weiterbildung der Mitglieder wird durch Fachtagungen und Tagesseminare gefördert.
Jährlich findet u. a. eine zentrale zweitägige Seminarveranstaltung statt, die auch Nichtmitgliedern offensteht.

## Internationales Netzwerk
Die Mitglieder bilden gleichzeitig ein nationales und internationales Netzwerk von Fachleuten auf dem Gebiet des Erbrechts und der Unternehmensnachfolge, die auch bei der Abwicklung größerer Erbschaftsangelegenheiten und Testamentsvollstreckungen zusammenarbeiten.